# François Deloncle
Pour les articles homonymes, voir Deloncle.
François Deloncle, né le 14 août 1856 à Cahors (Lot) et mort le 21 octobre 1922 à La Baule (Loire-Atlantique), est un homme politique français. 
Il est le frère d'Henri Deloncle, journaliste, de Louis Deloncle, commandant de la Bourgogne (mort dans le naufrage) et de Charles Deloncle, député et sénateur de la Seine, l'oncle d'Eugène Deloncle, fils de Louis et fondateur de la Cagoule et le grand-oncle de l'écrivain et académicien Jacques Laurent. 
Il est également le grand-père maternel de Michel Habib-Deloncle.

## Biographie
Fils d'Eugène Deloncle (1830-1887), professeur au collège d'Aurillac qui démissionna au moment du coup d’État du 2 décembre 1851. Licencié es lettres, il entre en 1873 à l'école des langues orientales. Il y devient professeur d'hindi et collabore à des traductions du persan. Il collabore aussi à de nombreux journaux et est secrétaire du comité des gauches en 1877. 
Membre du cabinet de Charles de Freycinet, il est chargé en 1881 des négociations commerciales avec l'Angleterre, la Suisse et l'Italie. Il est ensuite chef de cabinet d'Eugène Spuller, sous-secrétaire d’État dans le gouvernement Léon Gambetta. il est nommé consul à Hué en 1883 puis 
vice-consul à Aden en 1884. Il est député des Basses-Alpes de 1889 à 1898, siégeant à gauche. Un des membres les plus influents du "parti colonial", il intervient principalement sur les questions intéressant les colonies. Il intervient également sur les questions de politique étrangère, sur les douanes et le commerce international
En 1890, il dirige le journal "Le siècle". En 1898, il est battu par Boni de Castellane, et se présente en 1902 en Cochinchine, dont il est député de 1902 à 1910. Battu en 1910, il redevient député des Basses-Alpes en 1912 à l'occasion d'une élection partielle. Il ne se représente pas en 1914 et quitte la vie politique. 
Il a été secrétaire de la Société de géographie, de la Société des études maritimes et coloniales. Il est également l'auteur d'un guide pratique de la propagande électorale.